# I've Been Waiting for You (Neil Young)
I've Been Waiting for You è brano musicale scritto e interpretat dal cantautore statunitense-canadese Neil Young, pubblicato nel suo primo album in studio da solista, ovvero l'eponimo Neil Young del 1968.

## Versione di David Bowie
Il cantautore britannico David Bowie ha realizzato una cover del brano, pubblicandola come singolo nel 2002 quale estratto dall'album Heathen.

### Tracce
1. I've Been Waiting for You (album version) – 3:00
2. Sunday (Tony Visconti mix) – 4:56
3. Shadow Man – 4:46

### Formazione
- David Bowie – voce, tastiera, sintetizzatore, chitarra, sassofono, stilofono, batteria
- Dave Grohl – chitarra
- Tony Visconti – basso, chitarra, recorder, B-vox
- Matt Chamberlain – batteria, programmazione loop, percussioni
- David Torn – chitarra, omnichord
- Jordan Rudess – piano, organo Hammond